# Victor Considérant

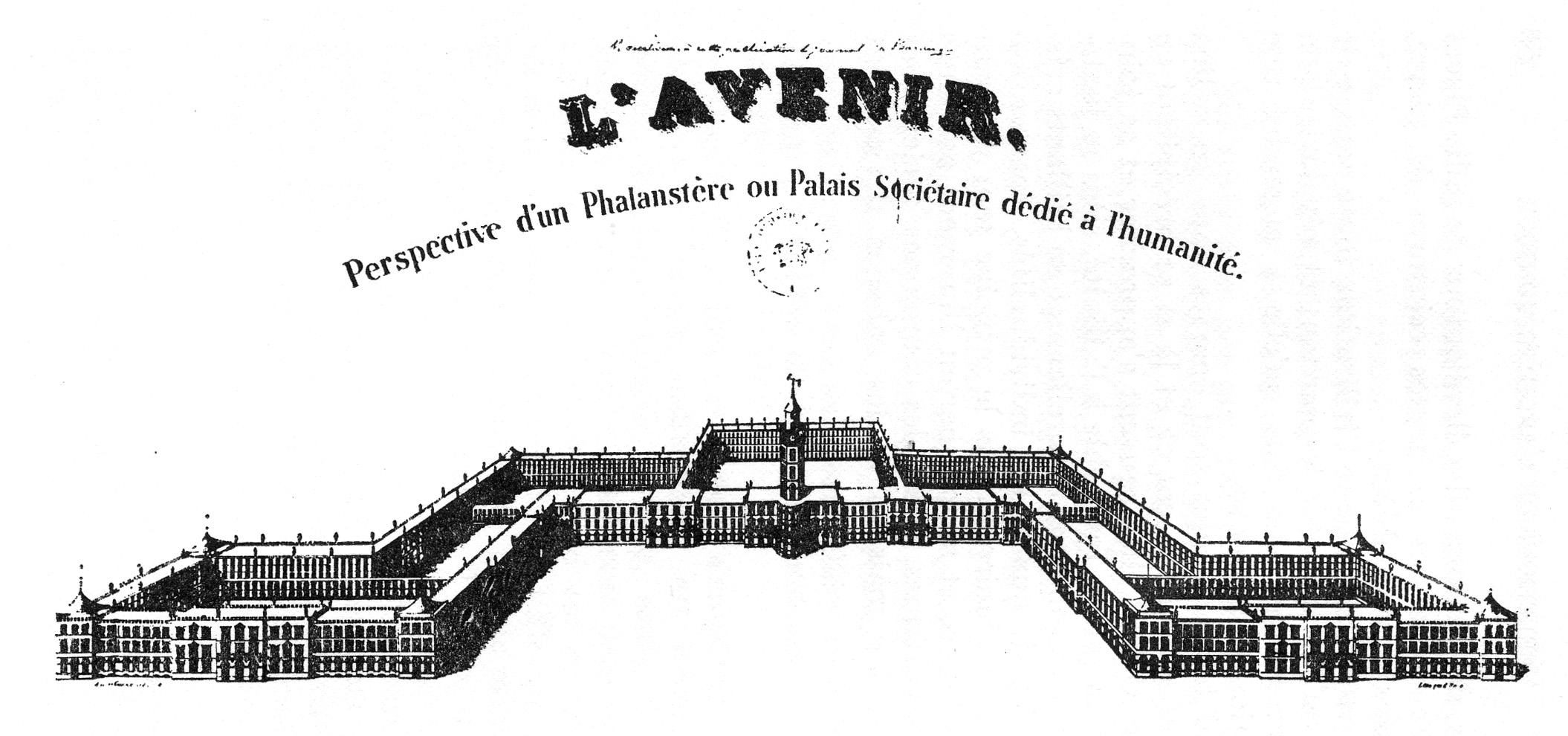
Il·lustració d'una obra de Considerant que representa un falansteri ideal.

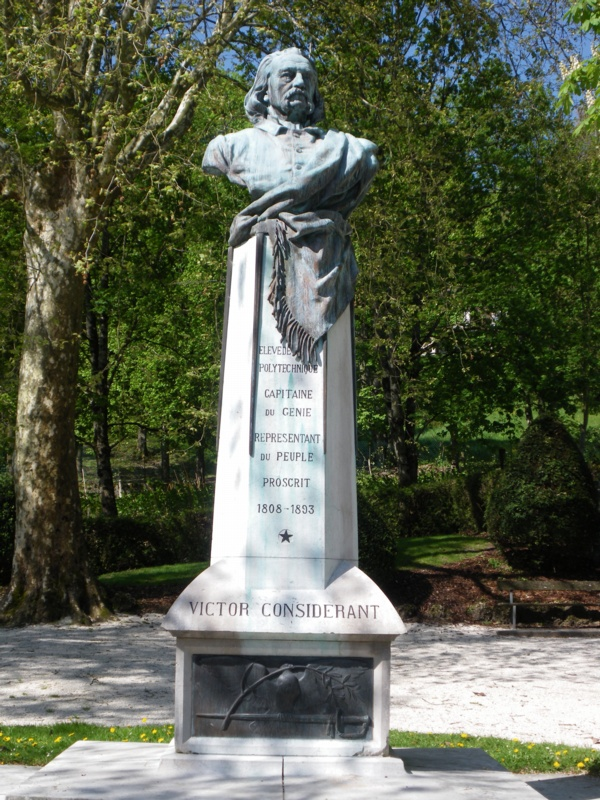
Monument dedicat a Victor Considerant en Salins-els-Bains, la seva localitat natal.

Victor Considérant (Salins-els-Bains, 1808 — París, 1893) va ser un pensador i economista francès, gran divulgador i organitzador del moviment fourierista. «Va ser, sens dubte, el més influent dels deixebles de Fourier» i «el principal exponent de l'escola fourierista». Igual que el sansimonià heterodox Constantin Pecqueur va col·laborar amb Louis Blanc durant la revolució de 1848. En els anys següents va participar en els «experiments» americans de fundació de falansteris, però després de fracassar es va retirar de la vida pública.

## Biografia
Graduat a la École polytechnique en 1828, s'uneix al socialista utòpic Charles Fourier. Sobre la proposta fourieriana afirma: «Això és massa bell per no ser la veritat, la destinació de l'ésser humà, la voluntat de Déu sobre la terra!».
Després de la mort de Fourier el 1837 pren el lideratge del moviment i difon les idees del seu mestre per mitjà del periòdic La Phalange, que el 1836 havia pres el relleu de la Réfome industrielle, fundat per ell i per un altre membre politècnic el 1832 amb el nom inicial de li Phalanstère. El 1843 La Phalange, que tenia per lema «reforma social sense revolució», dona pas al diari La Démocratie pacifique, que aconsegueix una gran difusió. A més, edita centenars de fullets i publicacions inspirades en les idees fourieristes, com la col·lecció Petita Biblioteca falansteriana. Aquest esforç propagandístic es tradueix en la formació de grups fourieristes per tota França, encara que la majoria dels seus components no són obrers sinó professionals liberals —metges, enginyers, arquitectes, advocats— i també alguns petits propietaris —oficials i suboficials de l'Exèrcit també són assidus lectors de la Démocratie pacifique.
La seva principal aportació a la doctrina fourierista la va desenvolupar en una gran obra de tres volums publicada entre 1835 i 1844 amb el títol Destinació social. El primer volum estava dedicat al rei Luis Felipe de Orleáns, «per ser, com a cap de govern, com a primer propietari de França, el més interessat en l'ordre, la prosperitat pública i particular i en el benestar dels individus i les nacions», Tres anys més tard va completar l'obra amb Principis del socialisme, que alguns consideren un text precursor del Manifest Comunista, i amb Manifest de la democràcia al segle vint. Amb tot, la seva obra de major èxit va ser Exposició abreujada del sistema falansterià de Fourier, la qual va conèixer set edicions entre 1845 i 1848.

Encara que comparteix amb el seu mestre la idea que amb un «assaig en molt petita escala, sobre un territori de mitja llegua quadrada de terra» seria suficient perquè triomfessin les noves idees, Considerant insisteix més que Fourier en l'antagonisme de classes que està accentuant la «societat moderna»:
| « | La societat tendeix a dividir-se cada vegada més i més en dos grans classes diferents: un petit grup que ho té tot o gairebé tot en el domini de la propietat, del comerç i de la indústria, i el gran grup que no té res, que viu col·lectivament sota la dependència absoluta dels amos del capital i els instruments de treball, obligat a llogar per un salari precari i sempre a la baixa els seus braços, els seus talents i les seves forces als senyors feudals de la societat moderna. | » |

Considerant també es va ocupar del concepte de democràcia que anava més enllà de la seva definició estrictament política, ja que per a ell plantejava, «en el sentit directe de la seva etimologia», «la qüestió de l'època, l'emancipació de les classes treballadores», la qual cosa el va dur a acostar-se als republicans, motiu pel qual el seu diari La Démocracie pacifique va ser perseguit durant els anys finals de la monarquia orleanista. Però també defensava que la democràcia plena s'implantés gradualment, conforme els ciutadans anessin «adquirint competència i capacitat suficients per gestionar sense perill un dret (el dret comú relatiu al govern de la societat) tan elevat i temible». De totes maneres considerava «estèril» l'acció política de la classe obrera; doncs, segons ell, la societat s'encaminava pacíficament cap al socialisme.
| «                          | Pel que fa a nosaltres, membres d'una escola social que cada dia es fa més gran, no ens confondrem amb cap partit polític, perquè vam presentar una teoria on tot està descrit i indicat. És a dir, sabem el que volem; expliquem els nostres mètodes de realització; vam demostrar el valor de les garanties que presentem; demanem un examen; i, la qual cosa és una prova encara millor, el sistema que ensenyem, i que Fourier va descobrir, pot ser establert aquí o en un altre lloc, per tot arreu i per qui així ho desitgi | » |
| — Destinée social, vol. I. | |   |

## Valoració
Mentre que Karl Marx va apreciar alguns aspectes de l'obra de Considerant —va arribar a demanar-li que col·laborés en els Annals francoalemanys—, Proudhon ho va jutjar molt negativament:
| « | Els deixebles de Fourier no paren de cridar-nos: al falansteri, mentre els treu de polleguera l'estupidesa i la ridiculesa de les altres sectes. Són mitja dotzena de genis incomparables, que han endevinat què cinc més 4 donen nou, restem dos i queden nou, i que ploren per la ceguesa de França, que es nega a creure en aquestes matemàtiques increïbles. | » |